# Antonio Quinteros
Heriberto Antonio Quinteros Peñaloza (Santiago, 5 de agosto de 1962) es un periodista y presentador de radio y televisión chileno. Actualmente es conductor del programa informativo Palabra que es Noticia en Radio Futuro.

## Carrera profesional
Estudió en el Colegio San Ignacio de Alonso de Ovalle y posteriormente entró a la carrera de Periodismo en la Pontificia Universidad Católica de Chile. Durante sus estudios universitarios. trabajó en el diario La Estrella de Valparaíso en los veranos de 1984 y 1985. Realizó su práctica profesional en Canal 11 Universidad de Chile Televisión (actual Chilevisión) en el verano de 1986, y se quedó. Partió cubriendo mucho deporte, a pesar de que lo contrataron para el noticiario central Panorama. De ese tiempo era el exitoso programa Deporte en Vivo, conducido por el destacado periodista, profesor de Estado en Castellano y ex relator deportivo Juan Francisco Ortún, dirigido por Patricio Stark y las notas y entrevistas las hacían el comunicador boliviano Gastón de Villegas (padre del periodista Julio Enrique de Villegas), Miroslav Mimica, Juan Esteban Lastra, el propio Quinteros y Alejandro Machuca.
Posteriormente trabajó por un año y medio en la Fundación Teletón, donde realizó los reportajes de la campaña homónima por más de 25 años. También, durante unos meses de 1988, fue periodista del programa Éxito, de Canal 13.[cita requerida]
En febrero de 1990 Quinteros ingresó a Televisión Nacional de Chile para participar en el entonces programa satélite del Festival de Viña del Mar, Aquí, Hotel O'Higgins, conducido por Juan Guillermo Vivado, quien en ese año fue acompañado por la cantante y actriz puertorriqueña Nydia Caro junto a sus colegas Patricia Scantlebury, Carlos Pinto, Fernando Alarcón y André Jouffé para después irse al Departamento de Prensa siendo llamado por Bernardo de la Maza. En abril de 1995 Quinteros se integró al equipo periodístico del programa Informe especial y en septiembre de ese año llegó al Departamento de Prensa de Canal 13, y en abril de 2002 asumió como conductor y editor periodístico del noticiero nocturno Telenoche (2002-2004, 2011-2013, 2015-2017). También condujo Crimen y Misterio (2000-2001) con Pablo Honorato, Emilio Sutherland y Jorge Hans, Hora de infidentes (2004-2008) con Nicolás Vergara, Mauricio Hofmann y Macarena Puigrredón y los informativos Encuentro Noticioso (1998) y Teletrece Cable/T13 C (2006-2010, 2014) de Canal 13 Cable. El 2 de noviembre de 2017 Antonio Quinteros anunció su salida de Canal 13.
Desde el 6 de marzo de 2006 Antonio Quinteros conduce el programa periodístico Palabra que es noticia en Radio Futuro, teniendo distintos compañeros: Alejandro Guillier (6 de marzo de 2006-28 de enero de 2008, 2 de enero de 2012-15 de marzo de 2013), Felipe Gerdtzen (1 de marzo de 2008-31 de diciembre de 2009), Patricio Muñoz Ortega (7 de marzo-30 de diciembre de 2011), Juan Cristóbal Guarello (18 de marzo de 2013-21 de julio de 2015), Cristian Arcos (22 de julio de 2015-9 de febrero de 2018) y Andrea Moletto (12 de febrero de 2018-presente).
Condujo junto a su colega Mauricio Hofmann el programa Alerta Temprana en Radio 95 Tres FM en 2010. El 23 de marzo de 2015 Quinteros se integró a Radio ADN, sin abandonar sus labores en radio Futuro, con el programa político Hablemos el Lunes. Al año siguiente (2016) comenzó a ser parte de los informativos diarios. Primero, en La Prueba de ADN y después en Mediodía en ADN.